# Kinga Rudolf
Kinga Rudolf (* 17. April 1979) ist eine polnische Badmintonspielerin.

## Karriere
Kinga Rudolf gewann 1996 ihre erste Medaille bei den nationalen Titelkämpfen. Neun weitere Medaillengewinne folgten bis 2002. Im Jahr 2000 gewann sie zwei Medaillen bei den Weltmeisterschaften der Studenten. 1997 und 1999 nahm sie an den Badminton-Weltmeisterschaften teil.

## Sportliche Erfolge
| Saison | Veranstaltung                          | Disziplin   | Platz | Name                                                                      |
| ------ | -------------------------------------- | ----------- | ----- | ------------------------------------------------------------------------- |
| 1996   | Polnische Einzelmeisterschaften        | Damendoppel | 3     | Kinga Rudolf / Agata Stelmaszczyk (Kolejarz Częstochowa)                  |
| 1997   | Polnische Meisterschaften der Junioren | Dameneinzel | 1     | Kinga Rudolf                                                              |
| 1997   | Polnische Einzelmeisterschaften        | Damendoppel | 3     | Kinga Rudolf / Agata Stelmaszczyk (Kolejarz Częstochowa)                  |
| 1998   | Polnische Einzelmeisterschaften        | Damendoppel | 2     | Kinga Rudolf / Agata Stelmaszczyk (Kolejarz Częstochowa / Azs Kraków)     |
| 1998   | Polnische Einzelmeisterschaften        | Dameneinzel | 3     | Kinga Rudolf (Kolejarz Częstochowa)                                       |
| 1999   | Polnische Einzelmeisterschaften        | Damendoppel | 2     | Dorota Grzejdak / Kinga Rudolf (Pobrzeże Koszalin / Kolejarz Częstochowa) |
| 1999   | Polnische Einzelmeisterschaften        | Dameneinzel | 2     | Kinga Rudolf (Kolejarz Częstochowa)                                       |
| 2000   | Weltmeisterschaften der Studenten      | Mixed       | 2     | Damian Pławecki / Kinga Rudolf                                            |
| 2000   | Polnische Einzelmeisterschaften        | Damendoppel | 2     | Kinga Rudolf / Agata Stelmaszczyk (Kolejarz Częstochowa / Azs Kraków)     |
| 2000   | Weltmeisterschaften der Studenten      | Damendoppel | 3     | Kinga Rudolf / Joanna Szleszyńska                                         |
| 2001   | Polnische Einzelmeisterschaften        | Damendoppel | 3     | Kinga Rudolf / Agata Stelmaszczyk (Hubal Białystok / Azs Kraków)          |
| 2002   | Polnische Einzelmeisterschaften        | Damendoppel | 2     | Kinga Rudolf / Agata Stelmaszczyk (Hubal Białystok / Azs Kraków)          |
| 2002   | Polnische Einzelmeisterschaften        | Dameneinzel | 3     | Kinga Rudolf (Hubal Białystok)                                            |